# Real World

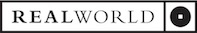

 (juillet 2025).
Si vous disposez d'ouvrages ou d'articles de référence ou si vous connaissez des sites web de qualité traitant du thème abordé ici, merci de compléter l'article en donnant les références utiles à sa vérifiabilité et en les liant à la section « Notes et références ».
 (janvier 2020).
Real World est un label musical créé par le chanteur britannique Peter Gabriel chez Virgin Records pour promouvoir la world music par des enregistrements et une diffusion mondiale.

## Historique
Real World a notamment permis de promouvoir des artistes ayant participé aux différents festivals WOMAD (« World of Music, Arts and Dance »).